# وایت میلز (پنسیلوانیا)
وایت میلز (به انگلیسی: White Mills) یک منطقهٔ مسکونی در ایالات متحده آمریکا است که در شهرستان وین، پنسیلوانیا واقع شده‌است. وایت میلز ۳٫۹۲۷ کیلومتر مربع مساحت و ۶۵۹ نفر جمعیت دارد و ۲۸۹ متر بالاتر از سطح دریا واقع شده‌است.